# Alfa Romeo 156
Alfa Romeo 156 er en stor mellemklassebil fra FIAT-koncernen bygget på Alfa Sud-fabrikken i Cassino, mellem Rom og Napoli, fra efteråret 1997 og sommeren 2005.
Den på 156 baserede semi-SUV Crosswagon Q4 blev dog solgt på det europæiske marked frem til midten af 2007.
Alfa Romeo 156 blev undervejs også produceret i Thailand og senere i Egypten af Seoudi Group.

## Generelt
Alfa 156 var bilen der genoplivede Alfa Romeos succes efter Fiat's overtagelse i 1986. Allerede to år efter introduktionen stod 156 for over halvdelen af Alfa Romeos samlede bilproduktion.
Ansvarlig for designet var Walter Maria de’Silva, som senere også designede bl.a. SEAT León og Audi A5. Med Alfa Romeo 156 genoplivede de’Silva et for Alfa Romeo typisk designelement fra 1950'erne, hvor den midterste del af kølergrillen går dybt ned og nummerpladen er asymmetrisk monteret. Helt nye var de i c-stolpen integrerede bageste dørhåndtag, som skulle give den firedørs bil præg af coupé.
Alfa Romeo 156 JTD var i øvrigt den første dieselbil med commonrail-indsprøjtning.

## Historie
156 (internt betegnet type 932) kom på markedet i september 1997 som firedørs sedan (Berlina), baseret på samme platform som FIAT Tipo og forgængeren Alfa 155.
Motorprogrammet bestod af:
- TwinSpark (to tændrør pr cylinder) 4-cylindrede, 16-ventilede benzinmotorer med slagvolumen på hhv. 1,6, 1,8 og 2.0 liter - alle med 5 gear. 2,0 findes desuden i en Selespeed version med automatisk kobling og sekventielt gearskifte, samt skiftepaler på rattet.
- Største benzinmotor var i starten en 2,5 liter Busso V6 med 24 ventiler og 6 gear (88 kW/120 hk til 140 kW/190 hk) - alternativt med 4-trins automatik kaldet Q-system.
- Dertil commonrail-dieselmotorer på 1,9 og 2,4 liter og 6 gear (77 kW/105 hk hhv. 100 kW/136 hk).
I maj 2000 introduceredes med 156 Sportwagon efter en pause på ca. seks år igen en stationcar fra Alfa Romeo. Som en af de første livsstils-stationcars var Sportwagon ikke længere end den tilsvarende sedan og bagagerummet er derfor ikke større.
Fra september 2001 ydede dieselmotorerne 85 kW/115 hk hhv. 110 kW/150 hk, da turboladeren fra dette tidspunkt fik variabel geometri. Samtidig introduceredes på Frankfurt Motor Show den sportslige 156 GTA, som kom på markedet i april 2002.
I marts 2002 fulgte et let facelift (nye fælge, spejle og sidelister i bilens farve, ny midterkonsol, gardinairbags standard i samtlige versioner), en ny 2,0-liters benzinmotor med direkte indsprøjtning kaldet JTS (Jet Thrust Stoichiometric) med 121 kW (165 hk) som afløste den hidtidige 2,0 Twin Spark.
Fra slutningen af 2002 kunne modellen fås med en ny 1,9-liters dieselmotor med 16 ventiler og 103 kW (140 hk). Kort før modelskiftet blev effekten øget til 110 kW (150 hk).
- Bagfra
- Alfa Romeo 156 Sportwagon
(2000–2003)

### Facelift
I september 2003 fulgte et facelift med ændret kølergrill, nye lygter for og bag samt ændret interiør. Motorprogrammet udvidedes med en 20-ventilet version af den store 2,4 liters 5-cylindrede dieselmotor med 129 kW (175 hk). GTA blev ikke berørt af disse ændringer, men fortsatte med det oprindelige design til produktionsstoppet i 2006.
Fra marts 2004 kunne 156 fås i specialudgaven TI ("Tourismo Internationale"). I november samme år fulgte Sportwagon Q4 med firehjulstræk og større frihøjde.
156 blev i slutningen af september 2005 afløst af Alfa Romeo 159.
Ligesom forgængerne Alfa Romeo 75 og 155 blev 156 kørt af Claus Theo Gärtner, filmdetektiven Josef Matula fra den tyske krimiserie Ein Fall für zwei.
- Alfa Romeo 156 Berlina
(2003–2005)
- Alfa Romeo 156 Sportwagon
(2003–2005)
- Racerversion i DTM

## GTA
Som en hyldest til de berømte GTA-modeller (Giulia Sprint, GTA 1300 Junior produceret i 60'erne) introducerede Alfa Romeo i 2002 en GTA-version af 156. GTA står for Gran Turismo Alleggerita, som betyder GT: store rejser og A: letvægt. GTA er med sine 1.350kg dog ikke lettere, men adskiller sig på mange punkter fra de almindelige versioner. GTA blev håndsamlet på en separat produktionslinie og var til 700.000kr næsten dobbelt så dyr som den hidtidige topmodel 2,5.
156 GTA, som både er produceret som Berlina og Sportwagon, har en endnu sportsligere optik med bl.a. spoilere, skørter, diffuser samt bredere skærme, en anden kabine og Bussone-motoren - den store Busso - Alfa Romeos legendariske og prisvindende V6'er, som af nogle betegnes som den sidste 'ægte' Alfa Romeo-motor. Motoren er designet af Ferrari-ingeniøren Giuseppe Busso, som udåndede ganske få dage efter at den sidste enhed var produceret i 2006.
De tekniske ændringer omfatter bredere sporvidde, større bremser, kraftigere undervogn. Elektroniske hjælpemidler er begrænset til ABS-bremser og anti-spin control (ASR), som dog kan slås fra - hvilket er en fordel såfremt det vigtigste ekstraudstyr er monteret, nemlig spærredifferentiale - hos Alfa Romeo kaldet Q2. Q2 er et mekanisk aggregat der fordeler trækkraften mellem hjulene, således at man undgår at ét hjul spinner og trækkraft dermed går til spilde.
Busso-motoren er perfekt balanceret med en cylindervinkel på 60 grader mellem rækkerne og følgende tekniske specifikationer:
- Slagvolumen: 3179 cm³
- Maks. effekt: 184 kW/250 hk ved 6200 omdr./min.
- Maks. drejningsmoment: 300 Nm ved 4800 omdr./min.

Motoren muliggjorde følgende præstationer:
- Topfart: >250 km/t
- Acceleration 0−100 km/t: 6,3 sek.

De officielt opgivne brændstofforbrugsværdier:
- Bykørsel: 18,1 l/100 km
- Landevejskørsel: 8,6 l/100 km
- Blandet kørsel: 12,1 l/100 km

156 GTA var sammen med 147 GTA, 166, GTV, Spider og GT) endestationen for Busso-motoren. Produktionen blev indstillet på grund af høje produktionsomkostninger samt problemer med at kunne opfylde de kommende euronormers emmissionskrav.
GTA kunne som ekstraudstyr leveres med Selespeed-gearkasse, som ud over det "normale" Selespeed-skift var blevet forbedret og modificeret. GTA var som standard udstyret med sekstrins manuel gearkasse.
156 GTA blev kun bygget med 156-seriens originale design: Hvor de øvrige versioner ved faceliftet fik den nye Scudetto (kølergrill), beholdt GTA det oprindelige design.

## Crosswagon Q4
Crosswagon Q4 er en firehjulstrukket stationcar baseret på 156 Sportwagon, der i forhold til den almindelige Sportwagon har en 6,4 cm højere undervogn. Modellen blev bygget mellem efteråret 2004 og midten af 2007.
I forhold til 156 Sportwagon byder Crosswagon Q4 på større frihøjde og Alfa Romeos eget permanente firehjulstræk "Q4" med hele tre differentialer: ét på hver aksel, samt et centralt Thorsen C (T3) differentiale med en trækkraftfordeling på 43/57% for/bag. Køreegenskaberne i Crosswagon Q4 er sportsligt betonede og følger dermed mærkets stolte traditioner.
Crosswagon Q4 kendes på de anderledes kofangere samt tagbøjlerne og findes udelukkende med den firecylindrede 1,9-liters turbodieselmotor med 110 kW (150 hk) (maksimalt drejningsmoment: 305 Nm), kombineret med sekstrins manuel gearkasse.

## Undervogn
156-seriens avancerede hjulophæng var foran udført med lavtplacerede, trekantede tværlænker. Baghjulene var ophængt over og under støddæmperne med hver to tværlænker.

## Tekniske specifikationer
| Version         | Cylindre | Ventiler | Slagvolume cm³ | Max. effekt kW (hk) / omdr. | Max. drejningsmoment Nm / omdr. | Motorkode         | Euronorm | 0-100 km/t sek. | Topfart km/t | Byggeår     |
| --------------- | -------- | -------- | -------------- | --------------------------- | ------------------------------- | ----------------- | -------- | --------------- | ------------ | ----------- |
| Benzinmotorer   |          |          |                |                             |                                 |                   |          |                 |              |             |
| 1.6 T. Spark    | 4        | 16       | 1598           | 88 (120) / 6300             | 144 / 4500                      | AR67601 / AR32102 | Euro2    | 10,5            | 200          | 1997 − 2000 |
| 1.6 T. Spark    | 4        | 16       | 1598           | 88 (120) / 6200             | 146 / 4200                      | AR32104           | Euro3    | 10,5            | 200          | 2000 − 2005 |
| 1.8 T. Spark    | 4        | 16       | 1747           | 106 (144) / 6500            | 169 / 3500                      | AR32201           | Euro2    | 9,3             | 210          | 1997 − 2000 |
| 1.8 T. Spark    | 4        | 16       | 1747           | 103 (140) / 6500            | 163 / 3900                      | AR32205           | Euro3    | 9,4             | 208          | 2000 − 2005 |
| 2.0 T. Spark    | 4        | 16       | 1970           | 114 (155) / 6400            | 187 / 3500                      | AR32301           | Euro2    | 8,6             | 216          | 1997 − 2000 |
| 2.0 T. Spark    | 4        | 16       | 1970           | 110 (150) / 6300            | 181 / 3800                      | AR32310           | Euro3    | 8,8             | 214          | 2000 − 2002 |
| 2.0 JTS         | 4        | 16       | 1970           | 121 (165) / 6400            | 206 / 3250                      | 937A1000          | Euro3    | 8,2             | 220          | 2002 − 2005 |
| 2.5 V6          | 6        | 24       | 2492           | 140 (190) / 6300            | 222 / 5000                      | AR32401           | Euro2    | 7,3             | 230          | 1997 − 2000 |
| 2.5 V6          | 6        | 24       | 2492           | 141 (192) / 6300            | 218 / 5000                      | AR32405           | Euro3    | 7,3             | 230          | 2000 − 2005 |
| GTA             | 6        | 24       | 3179           | 184 (250) / 6200            | 300 / 4800                      | 932A000           | Euro3    | 6,3             | 250          | 2002 − 2005 |
| Dieselmotorer   |          |          |                |                             |                                 |                   |          |                 |              |             |
| 1.9 JTD         | 4        | 8        | 1910           | 77 (105) / 4000             | 255 / 2000                      | AR32302           | Euro2    | 10,5            | 188          | 1997 − 2000 |
| 1.9 JTD         | 4        | 8        | 1910           | 81 (110) / 4000             | 275 / 1800                      | AR37101           | Euro3    | 10,3            | 191          | 2000 − 2001 |
| 1.9 JTD         | 4        | 8        | 1910           | 85 (115) / 4000             | 275 / 2000                      | 937A2000          | Euro3    | 10,3            | 195          | 2001 − 2005 |
| 1.9 JTD         | 4        | 16       | 1910           | 103 (140) / 4000            | 305 / 2000                      | 192A5000          | Euro3    | 9,3             | 209          | 2002 − 2005 |
| 1.9 JTD1        | 4        | 16       | 1910           | 93 (126) / 4000             | 305 / 2000                      | 937A4000          | Euro3    |                 |              | 2002 − 2007 |
| 1.9 Multijet2   | 4        | 16       | 1910           | 110 (150) / 4000            | 305 / 2000                      | 937A5000          | Euro3    | 9,1             | 212          | 2004 − 2007 |
| 1.9 Multijet1 2 | 4        | 16       | 1910           | 100 (136) / 4000            | 305 / 2000                      | 192B1000          | Euro3    |                 |              | 2004 − 2007 |
| 2.4 JTD         | 5        | 10       | 2387           | 100 (136) / 4200            | 304 / 2000                      | AR32501           | Euro2    | 9,5             | 203          | 1997 − 2000 |
| 2.4 JTD         | 5        | 10       | 2387           | 103 (140) / 4000            | 304 / 1800                      | 839A6000          | Euro3    | 9,4             | 205          | 2000 − 2001 |
| 2.4 JTD         | 5        | 10       | 2387           | 110 (150) / 4000            | 305 / 1800                      | 841C000           | Euro3    | 9,4             | 212          | 2001 − 2005 |
| 2.4 Multijet    | 5        | 20       | 2387           | 129 (175) / 4000            | 385 / 2000                      | 841G000           | Euro3    | 8,3             | 225          | 2003 − 2005 |
| 2.4 Multijet1   | 5        | 20       | 2387           | 120 (163) / 4000            | 385 / 2000                      | 841M000           | Euro3    |                 |              | 2003 − 2005 |

1 Version med reduceret effekt til visse eksportlande

2 Kun for Sportwagon og Crosswagon
- TS = Twin Spark (dobbelttænding)
- JTS = Jet Thrust Stoichiometric (direkte benzinindsprøjtning)
- JTD = Jet Turbo Diesel (direkte dieselindsprøjtning med turbolader)

## Motorsport
Alfa 156 har deltaget i adskillige motorsportsmesterskaber, inkl. World Touring Car Championship, European Touring Car Championship og the British Touring Car Championship og har vundet følgende kører-mesterskaber:
1998 Italian Super Touring Car Championship - Alfa Romeo 156 D2, Fabrizio Giovanardi
1999 Italian Super Touring Car Championship - Alfa Romeo 156 D2, Fabrizio Giovanardi
2000 European Super Touring Car Cup Winner - Alfa Romeo 156 D2, Fabrizio Giovanardi
2000 South American Super Touring Car Championship, Oscar Larrauri
2001 FIA European Touring Car Championship - Alfa Romeo 156 D2, Fabrizio Giovanardi
2002 FIA European Touring Car Championship - Alfa Romeo 156 GTA Super 2000, Fabrizio Giovanardi
2003 FIA European Touring Car Championship – Alfa Romeo 156 GTA Super 2000, Gabriele Tarquini

## Priser
156 vandt i tidens løb talrige internationale priser, herunder titlen som Årets Bil i Danmark og Europa 1998, Auto Europa 1 − 1998, Best Compact Executive 1998 og The car that I prefer 2000.